# Royal Wootton Bassett
Royal Wootton Bassett, anciennement Wootton Bassett, est une ville de marché et une paroisse civile du Wiltshire en Angleterre.
Sa population était de 11 385 habitants en 2011.
De 1447 à 1832, Wootton Bassett était un borough parlementaire qui élisait deux députés à la Chambre des communes. En 1832, considéré comme un bourg pourri, il a été aboli par le Great Reform Act.
La ville a reçu le titre « royal » en 2011 en reconnaissance pour ses efforts pour honorer les victimes britanniques lors des guerres,.